# Heřmanova Huť
Heřmanova Huť är en ort i Tjeckien.   Den ligger i regionen Plzeň, i den västra delen av landet, 100 km väster om huvudstaden Prag. Heřmanova Huť ligger 367 meter över havet och antalet invånare är 1 794.
Terrängen runt Heřmanova Huť är huvudsakligen platt. Heřmanova Huť ligger nere i en dal. Runt Heřmanova Huť är det ganska tätbefolkat, med 96 invånare per kvadratkilometer. Närmaste större samhälle är Nýřany, 8,0 km öster om Heřmanova Huť. Trakten runt Heřmanova Huť består till största delen av jordbruksmark.